# Águia de Marabá FC
Az Águia de Marabá Futebol Clube, egy 1982. január 22-én alapított brazil labdarúgó egyesület. Székhelye Marabá. A Paraense állami bajnokság első osztályában, és az országos bajnokság harmadik vonalában szerepel.

## Története
Az együttest 1982-ben alapították és 1999 óta rendelkeznek professzionális státusszal. Legnagyobb sikerüket 2008-ban érték el, amikor az állami bajnokság döntőjébe jutottak. A Remo csapata ellen viszont vereséget szenvedtek.

## Játékoskeret
2015-től
| # |     | Poszt | Név            |
| - | --- | ----- | -------------- |
|   | BRA | K     | Paulo Rafael   |
|   | BRA | K     | Cesa           |
|   | BRA | K     | Marcelo        |
|   | BRA | K     | Paulo Wanzeler |
|   | BRA | V     | Edinaldo       |
|   | BRA | V     | Negretti       |
|   | BRA | V     | Leonardy       |
|   | BRA | V     | Daelson        |
|   | BRA | V     | Tobias         |
|   | BRA | V     | Charles        |
|   | BRA | V     | Fred           |
|   | BRA | V     | Ari            |
|   | BRA | KP    | Lucas Gaia     |
|   | BRA | KP    | Luiz Fernando  |

| # |     | Poszt | Név         |
| - | --- | ----- | ----------- |
|   | BRA | KP    | Mael        |
|   | BRA | KP    | Magson      |
|   | BRA | KP    | Pompeu      |
|   | BRA | KP    | Esdras      |
|   | BRA | KP    | Geovane     |
|   | BRA | KP    | Cabeção     |
|   | BRA | KP    | Flamel      |
|   | BRA | KP    | Analdo      |
|   | BRA | CS    | Saldanha    |
|   | BRA | CS    | Clébson     |
|   | BRA | CS    | Daniel Lima |
|   | BRA | CS    | Danubio     |
|   | BRA | CS    | Wando       |